# 耶律巖母菫
耶律巖母菫（?—?），为契丹（遼朝）皇族，辽圣宗耶律隆绪第二女。母親钦哀皇后萧耨斤。
开泰七年（1018年），耶律巖母菫被封为魏国公主。进封秦国长公主，改封秦晋国长公主。清宁初年，加大长公主。耶律巖母菫下嫁萧啜不，后来改嫁萧海里，夫妻不和，离婚。又嫁给了蕭胡覩，夫妻不和，又离婚，再改嫁韩国王萧惠。

## 传記資料
- 《遼史》公主表